# 手原和憲
手原 和憲（たはら かずのり）は、日本の漫画家。
2008年「ミル」にて「小学館新人コミック大賞」第63回青年部門 入選を受賞する。2009年より『月刊!スピリッツ』（小学館）において、受賞作品を連載化した、「ネコで女子高生でバァさん」の化けネコとその飼い主である大学生の「不思議な同棲物語」を描いた『ミル』を連載した。

## 作品リスト

### 連載
- ミル（『月刊!スピリッツ』2009年10月号（創刊号） - 2013年9月号、小学館、全6巻）
- 夕空のクライフイズム（『ビッグコミックスピリッツ』2014年2・3合併号[2] - 2016年22・23合併号、小学館、全10巻）
- WILD FOOTBALL サッカー界の暴れん坊たち（『週刊ジョージア』2016年 - 2017年、KADOKAWA、全22回配信[3]）
- ピーチ・ミルク・クラウン（『ビッグコミックスピリッツ』2018年8号 - 2019年11号、小学館、全4巻）
- 宙-CHUU-（『マンガワン』2022年8月12日 - 2024年2月23日[4]、小学館、全4巻）

### 短編
- ミル（2008年） - 小学館新人コミック大賞第63回青年部門入選作。上記連載作品の原型となった作品。
- Pinchkicker 〜あるいは走れない代打〜（『ビッグコミックスピリッツ』2010年43号から44号に掲載。負傷を抱えるサッカー選手が最後の高校選手権出場に挑む姿を描いた作品[5]。
- ベンチウォーマー（『ビッグコミックスピリッツ』2011年36・37合併号 - 38号） - 控えゴールキーパーの視点からポジション争いを描いた作品[6]。
- ウノ・ゼロ（『ビッグコミックスピリッツ』2012年1号 - 2号） - ディフェンダーに転向したサッカー選手の葛藤を描いた作品[5]。
- 老牛（『ビッグコミックスピリッツ』2012年33号） - 老監督の姿を教え子の視点から描いた作品[5]。
- 68m（『ビッグコミックスピリッツ』2012年47号 - 49号） - クラブチームではなく高校サッカーを選択した天才サッカー選手の盛衰を先輩の視点から描いた作品[5]。
- You'll Never Walk Alone（2012年、アンソロジーコミック『僕らの漫画』、小学館ほか） - 読み切り。
- こぼれ球（『ビッグコミックオリジナル』2022年4号[7] - 6号[8]） - 3話集中連載[7]。